# Сребрне кише
Сребрне кише је први студијски албум Марка Булата који је објављен 1996. године.